# Валеріо Чолі
Валеріо Чолі (італ. Valerio Cioli (Cigoli, Giogoli); також Чіґолі або Джоґолі; нар. бл. 1529, Сеттіньяно —(25) 29 грудня 1599) — італійський скульптор епохи Відродження.

## Біографічні відомості
Валеріо Чолі народився близько 1529 (1530) року у Сеттіньяно, селі поблизу Флоренції. На нього вплинули роботи його батька, Сімоне Чолі (італ. Simone Cioli). З 15 років працював із Ніколо Тріболо, через чотири роки переїхав до Риму, де працював із Рафаелло да Монтелупо. Він помер у 1599 році. Його син, Сімоне Чолі, теж був скульптором. Учнем Чолі був архітектор та скульптор Ґерардо Сільвані.

## Роботи
Найвідомішою роботою є фонтан Баккіно (1560) у садах Боболі, біля входу на площу Пітті у Флоренції. Робота зображає карлика-блазня при дворі Козімо I, на іронічне прізвисько «Морґант» (на честь велетня з поеми Луїджі Пульчі «Морґант»), який голим сидить на черепасі, наче п'яний Бахус, звідти й назва. 1579 року цю статую переробили на фонтан. Відомо, що Чолі виконав статую й другого блазня, Барбіно (італ. Barbino). Ще дві роботи Чолі у співпраці з Джованні Сімоне Чолі (італ. Giovanni Simone Cioli) можна знайти в садах — «Людина, що копає» (італ. Uomo che vanga) і «Людина, що виливає відро у чан» (італ. Uomo che scarica il secchio in un tino).
Інші його відомі роботи включають «Сатир із флягою» (італ. Satiro con fiasca; музей Барджелло) та уособлення музи Скульптури[а] на могилі Мікеланджело Буонарроті в базиліці Санта-Кроче. Разом із Джованні Вінченцо Казалі він допоміг завершити статую Івана Богослова (італ. San Giovanni Evangelista) для каплиці Сан-Лука в монастирі Сантіссіма-Аннунціата у Флоренції.

## Галерея

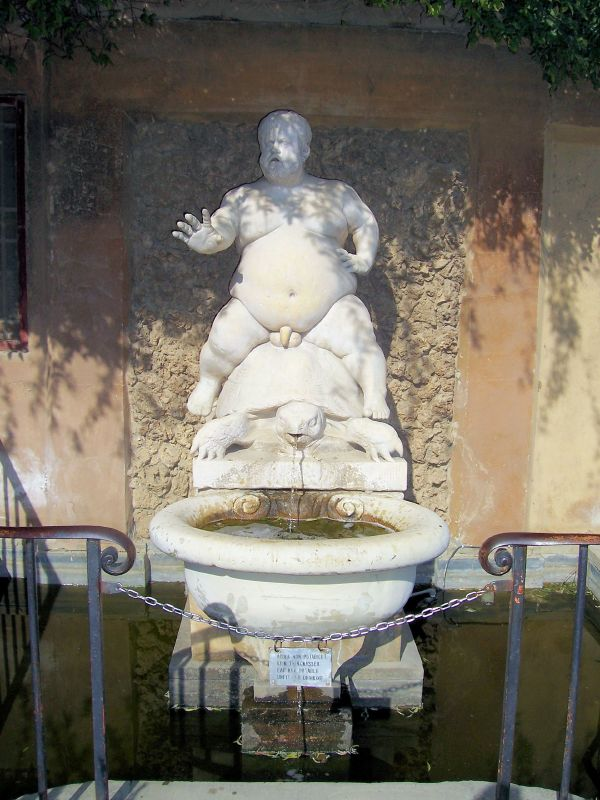
Фонтан Баккіно. Сади Боболі, Флоренція
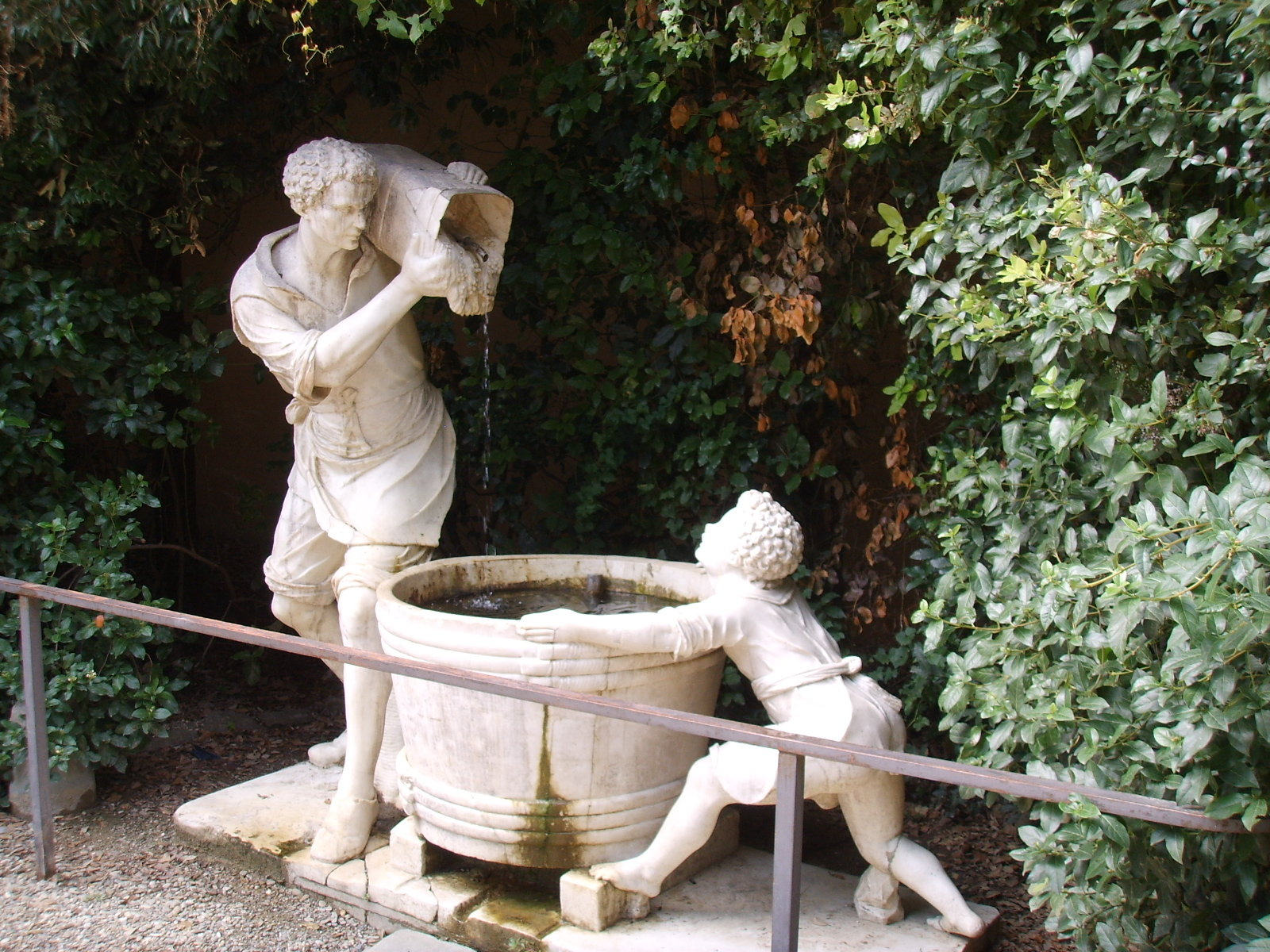
Фонтан «Людина, що виливає відро у чан». Сади Боболі, Флоренція
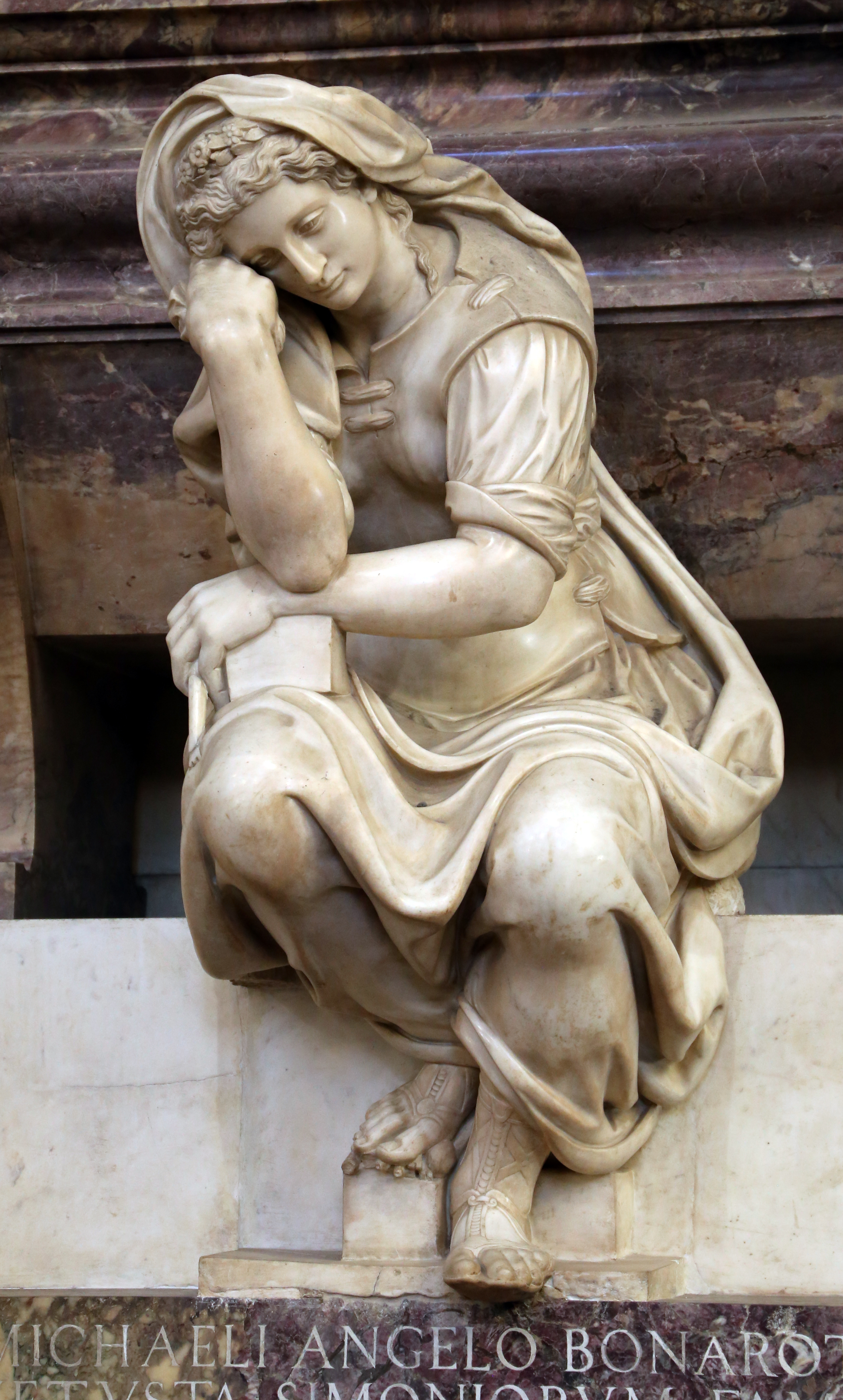
«Муза Скульптури». Гробниця Мікеланджело, базиліка Санта-Кроче, Флоренція

## Виноски
1. ↑  Зведений список імен діячів мистецтва
2. ↑  Cioli, Valerio di Simone // Benezit Dictionary of Artists — OUP, 2017. — ISBN 978-0-19-977378-7 — doi:10.1093/BENZ/9780199773787.ARTICLE.B00038492
3. ↑  MutualArt.com — 2008.
4. 1 2 3 4 5 6  Abraham Rees (1819). The Cyclopaedia; Or, Universal Dictionary of Arts, Sciences and Literature (англ.) . Т. Volume 8. Лондон: Logman. {{cite book}}: |том= має зайвий текст (довідка)
5. ↑  https://www.frilligallery.com/goto/popup/catalogue-detail/show/268,5/morgante-dwarf-from-boboli-garden
6. ↑  Morgante sulla tartaruga. Catalogo generale dei Beni Culturali (італ.) . Ministero della Cultura.
7. ↑  Touba Ghadessi (13 maart 2028). Portraits of Human Monsters in the Renaissance: Dwarves, Hirsutes, and Castrati as Idealized Anatomical Anomalies (англ.) . ISD LCC. с. pp-58-59.
8. ↑  Вазарі, 1970, с. 429.